# Puzeaux
Puzeaux est une commune française située dans le département de la Somme, en région Hauts-de-France.

## Géographie

### Localisation

#### Communes limitrophes
Puzeaux est un village picard du Santerre est situé au croisement des ex-routes nationales RN 17 (actuelle RD 1010) et RN 337 (actuelle RD 337). Sa limite ouest est constituée par l'autoroute A1 (France) et la LGV Nord.
Il est traversé par la ligne d'Amiens à Laon ainsi que par la ligne de Saint-Just-en-Chaussée à Douai, qui se croisent à la gare de Chaulnes située dans la commune voisine. La commune est à 7 km de la gare TGV Haute-Picardie.

### Hydrographie
La commune est située dans le bassin Artois-Picardie. Elle n'est drainée par aucun cours d'eau.

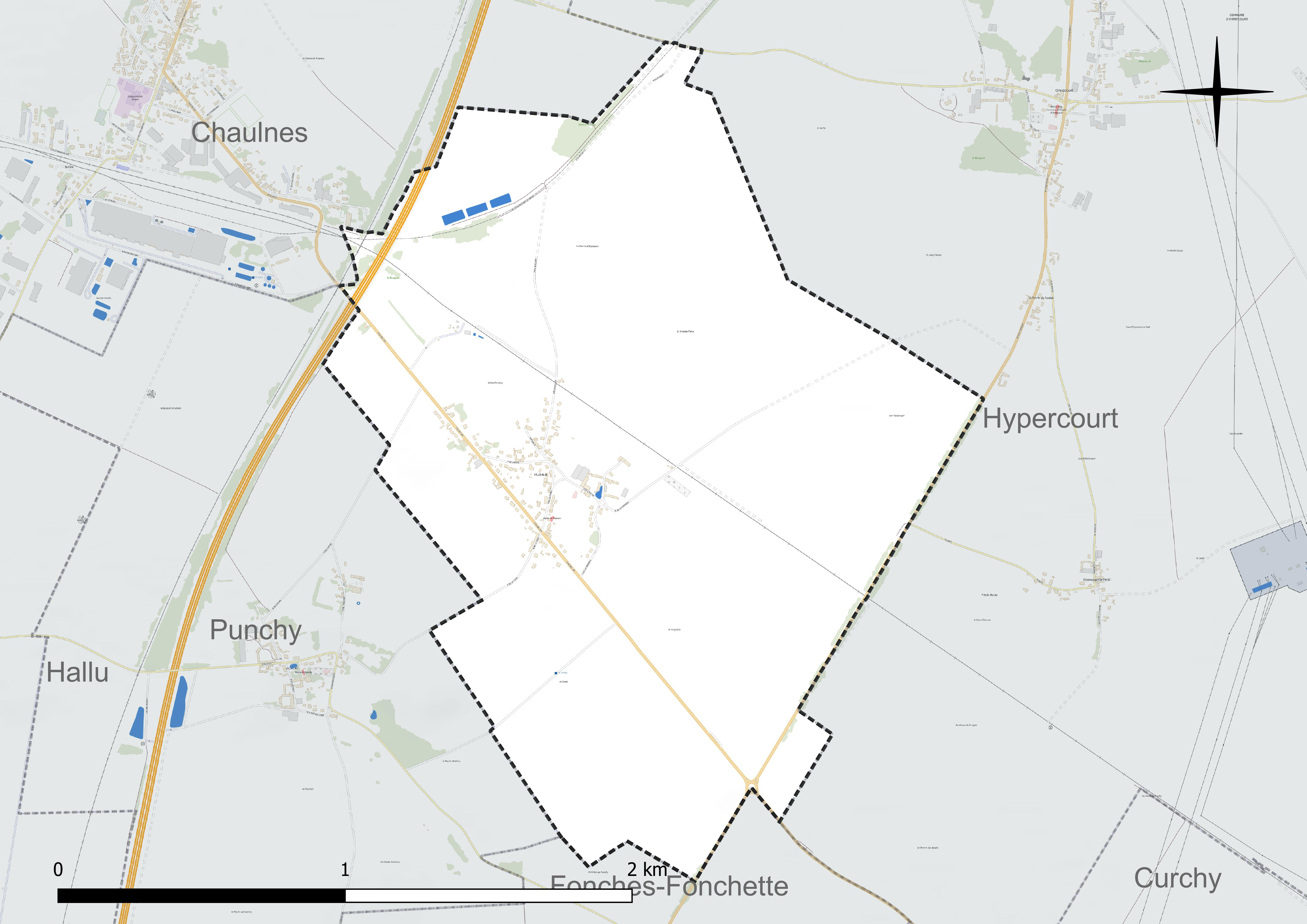
Réseau hydrographique de Puzeaux.

### Climat
Pour des articles plus généraux, voir Climat des Hauts-de-France et Climat de la Somme.
En 2010, le climat de la commune est de type climat océanique dégradé des plaines du Centre et du Nord, selon une étude du CNRS s'appuyant sur une série de données couvrant la période 1971-2000. En 2020, Météo-France publie une typologie des climats de la France métropolitaine dans laquelle la commune est exposée à un climat océanique et est dans la région climatique Nord-est du bassin Parisien, caractérisée par un ensoleillement médiocre, une pluviométrie moyenne régulièrement répartie au cours de l'année et un hiver froid (3 °C).
Pour la période 1971-2000, la température annuelle moyenne est de 10,4 °C, avec une amplitude thermique annuelle de 14,6 °C. Le cumul annuel moyen de précipitations est de 712 mm, avec 11,3 jours de précipitations en janvier et 8,7 jours en juillet. Pour la période 1991-2020, la température moyenne annuelle observée sur la station météorologique la plus proche, située sur la commune de Rouvroy-en-Santerre à 9 km à vol d'oiseau, est de 10,8 °C et le cumul annuel moyen de précipitations est de 635,8 mm,. Pour l'avenir, les paramètres climatiques de la commune estimés pour 2050 selon différents scénarios d'émission de gaz à effet de serre sont consultables sur un site dédié publié par Météo-France en novembre 2022.

## Urbanisme

### Typologie
Au 1er janvier 2024, Puzeaux est catégorisée commune rurale à habitat dispersé, selon la nouvelle grille communale de densité à sept niveaux définie par l'Insee en 2022.
Elle est située hors unité urbaine. Par ailleurs la commune fait partie de l'aire d'attraction de Chaulnes, dont elle est une commune de la couronne,. Cette aire, qui regroupe 4 communes, est catégorisée dans les aires de moins de 50 000 habitants,.

### Occupation des sols
L'occupation des sols de la commune, telle qu'elle ressort de la base de données européenne d'occupation biophysique des sols Corine Land Cover (CLC), est marquée par l'importance des territoires agricoles (89,2 % en 2018), en diminution par rapport à 1990 (98,5 %). La répartition détaillée en 2018 est la suivante : 
terres arables (89,2 %), zones urbanisées (6,7 %), zones industrielles ou commerciales et réseaux de communication (4 %). L'évolution de l'occupation des sols de la commune et de ses infrastructures peut être observée sur les différentes représentations cartographiques du territoire : la carte de Cassini (XVIIIe siècle), la carte d'état-major (1820-1866) et les cartes ou photos aériennes de l'IGN pour la période actuelle (1950 à aujourd'hui).

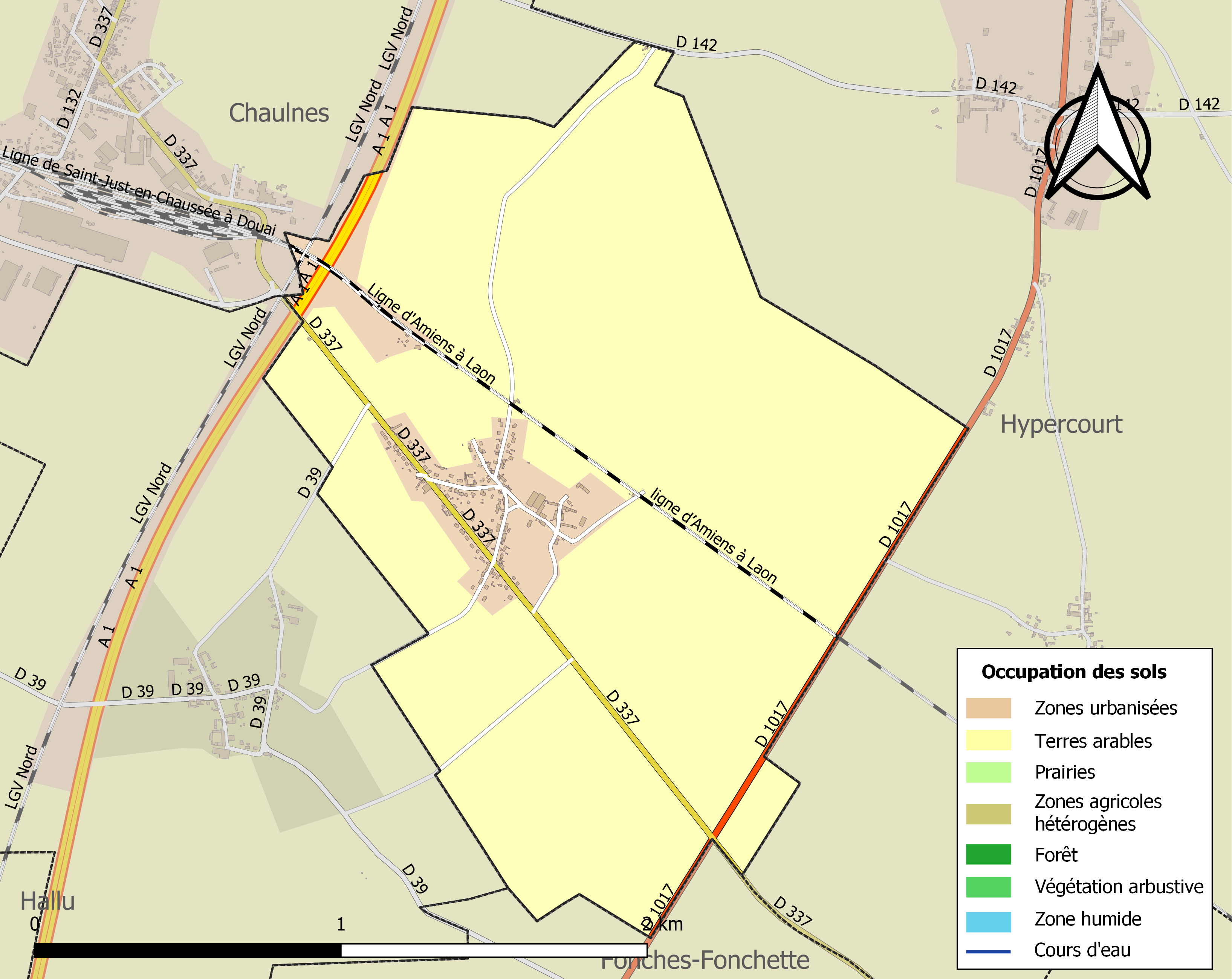
Carte des infrastructures et de l'occupation des sols de la commune en 2018 (CLC).

### Voies de communication et transports
La localité est desservie par les autocars du réseau inter-urbain Trans'80, Hauts-de-France (ligne no 47).

## Toponymie
Le nom de la localité est attesté sous les formes Putheæ aquæ (673) ; Puteoli (968) ; Puisseaus (1215) ; Pucheseaues et Pucheseaus (1230) ; Puchesiaus (1241) ; Puiseaux ; Puichesiaux (15..) ; Puisieu (1564) ; Putei aquei (1562) ; Puzeaux (1567) ; Puyzeaux (1648) ; Puyseau (1710) ; Puseau (1733) ; Pusau (1778) ; Puzeau (1761) ; Puseaux (1827-49).
Probablement du latin puteus « puits et du suffixe féminin pluriel -eolas « petits puits ».

## Histoire
Première Guerre mondiale
Au début de la Première Guerre mondiale, le village est fugacement occupé par l'armée allemande le 29 août 1914. Elles le réinvestissent après leur défaite dans la bataille de la Marne, et renforcent la position, proche de la gare de triage de Chaulnes en 1915 conjointement avec Punchy. Un souterrain relie Punchy à l'église de Puzeaux, elle-même reliée à un hôpital militaire de campagne souterrain vers Bel-Air. Quatre batteries de canons sont tournés vers la gare et les voies ferrées. La tour d'un moulin est fortifiée et sert de poste d'observation,.
La commune est dans la zone des combats de la bataille de la Somme en 1916, mais reste, comme Chaulnes, sous le contrôle des Allemands. Ce n'est qu'en 1917, lorsqu'ils se replient sur la ligne Hindenburg, que le village, totalement détruit, passe sous le contrôle des armées alliées, anglaise puis française.
Le 25 mars 1918, lors de l'offensive du Printemps, le village est à nouveau occupé par les Allemands, et n'est libéré que fin août par les troupes australiennes du général Rawlinson. Malgré ses destructions, la commune n'est pas classée en zone rouge.
Elle est décorée de la Croix de guerre 1914-1918 le 27 octobre 1920.

## Politique et administration

### Rattachements administratifs et électoraux
La commune se trouve dans l'arrondissement de Péronne du département de la Somme. Pour l'élection des députés, elle fait partie depuis 1958 de la cinquième circonscription de la Somme.
Elle faisait partie depuis 1793 du canton de Chaulnes. Dans le cadre du redécoupage cantonal de 2014 en France, la commune est intégrée au canton de Ham.

### Intercommunalité
La commune était adhérente de la communauté de communes de Haute-Picardie créée en 1994 sous le nom de communauté de communes de Chaulnes et environs, et qui a pris sa dénomination de communauté de communes de Haute-Picardie en 1999.
Dans le cadre des dispositions de la loi portant nouvelle organisation territoriale de la République du 7 août 2015, qui prévoit que les établissements publics de coopération intercommunale (EPCI) à fiscalité propre doivent avoir un minimum de 15 000 habitants, la préfète de la Somme propose en octobre 2015 un projet de nouveau schéma départemental de coopération intercommunale (SDCI) qui prévoit la réduction de 28 à 16 du nombre des intercommunalités à fiscalité propre du département.
Le projet préfectoral prévoit la « fusion des communautés de communes de Haute Picardie et du Santerre », le nouvel ensemble de 17 954 habitants regroupant 46 communes,,. À la suite de l'avis favorable de la commission départementale de coopération intercommunale en janvier 2016, la préfecture sollicite l'avis formel des conseils municipaux et communautaires concernés en vue de la mise en œuvre de la fusion le 1er janvier 2017.
Cette procédure aboutit à la création au 1er janvier 2017 de la communauté de communes Terre de Picardie, dont la commune est désormais membre.

### Liste des maires
| Période                                  | Période                      | Identité           | Étiquette | Qualité                                                  |
| ---------------------------------------- | ---------------------------- | ------------------ | --------- | -------------------------------------------------------- |
| Les données manquantes sont à compléter. |                              |                    |           |                                                          |
| mars 2001                                | 2008                         | Pierre Vandeputte  |           |                                                          |
| mars 2008                                | 2014                         | Bernard Naujoks    |           | Instituteur Ancien secrétaire de la mairie (1981 → 2008) |
| 2014                                     | En cours (au 8 octobre 2020) | Jean-Louis Ramecki |           | Réélu pour le mandat 2020-2026                           |

## Population et société

### Démographie
L'évolution du nombre d'habitants est connue à travers les recensements de la population effectués dans la commune depuis 1793. Pour les communes de moins de 10 000 habitants, une enquête de recensement portant sur toute la population est réalisée tous les cinq ans, les populations de référence des années intermédiaires étant quant à elles estimées par interpolation ou extrapolation. Pour la commune, le premier recensement exhaustif entrant dans le cadre du nouveau dispositif a été réalisé en 2004.

En 2022, la commune comptait 279 habitants, en évolution de −7 % par rapport à 2016 (Somme : −1,26 %, France hors Mayotte : +2,11 %).
| 1793 | 1800 | 1806 | 1821 | 1831 | 1836 | 1841 | 1846 | 1851 |
| ---- | ---- | ---- | ---- | ---- | ---- | ---- | ---- | ---- |
| 230  | 224  | 201  | 222  | 227  | 204  | 185  | 175  | 173  |

| 1856 | 1861 | 1866 | 1872 | 1876 | 1881 | 1886 | 1891 | 1896 |
| ---- | ---- | ---- | ---- | ---- | ---- | ---- | ---- | ---- |
| 174  | 149  | 159  | 162  | 179  | 180  | 203  | 156  | 167  |

| 1901 | 1906 | 1911 | 1921 | 1926 | 1931 | 1936 | 1946 | 1954 |
| ---- | ---- | ---- | ---- | ---- | ---- | ---- | ---- | ---- |
| 159  | 196  | 174  | 169  | 211  | 159  | 189  | 184  | 174  |

| 1962 | 1968 | 1975 | 1982 | 1990 | 1999 | 2004 | 2006 | 2009 |
| ---- | ---- | ---- | ---- | ---- | ---- | ---- | ---- | ---- |
| 203  | 213  | 215  | 206  | 225  | 210  | 229  | 240  | 244  |

| 2014 | 2019 | 2022 | - | - | - | - | - | - |
| ---- | ---- | ---- | - | - | - | - | - | - |
| 280  | 293  | 279  | - | - | - | - | - | - |

## Culture locale et patrimoine

### Lieux et monuments
- Église Saint-Vaast[35].
- Monument aux morts, édifié par souscription publique en 1930.

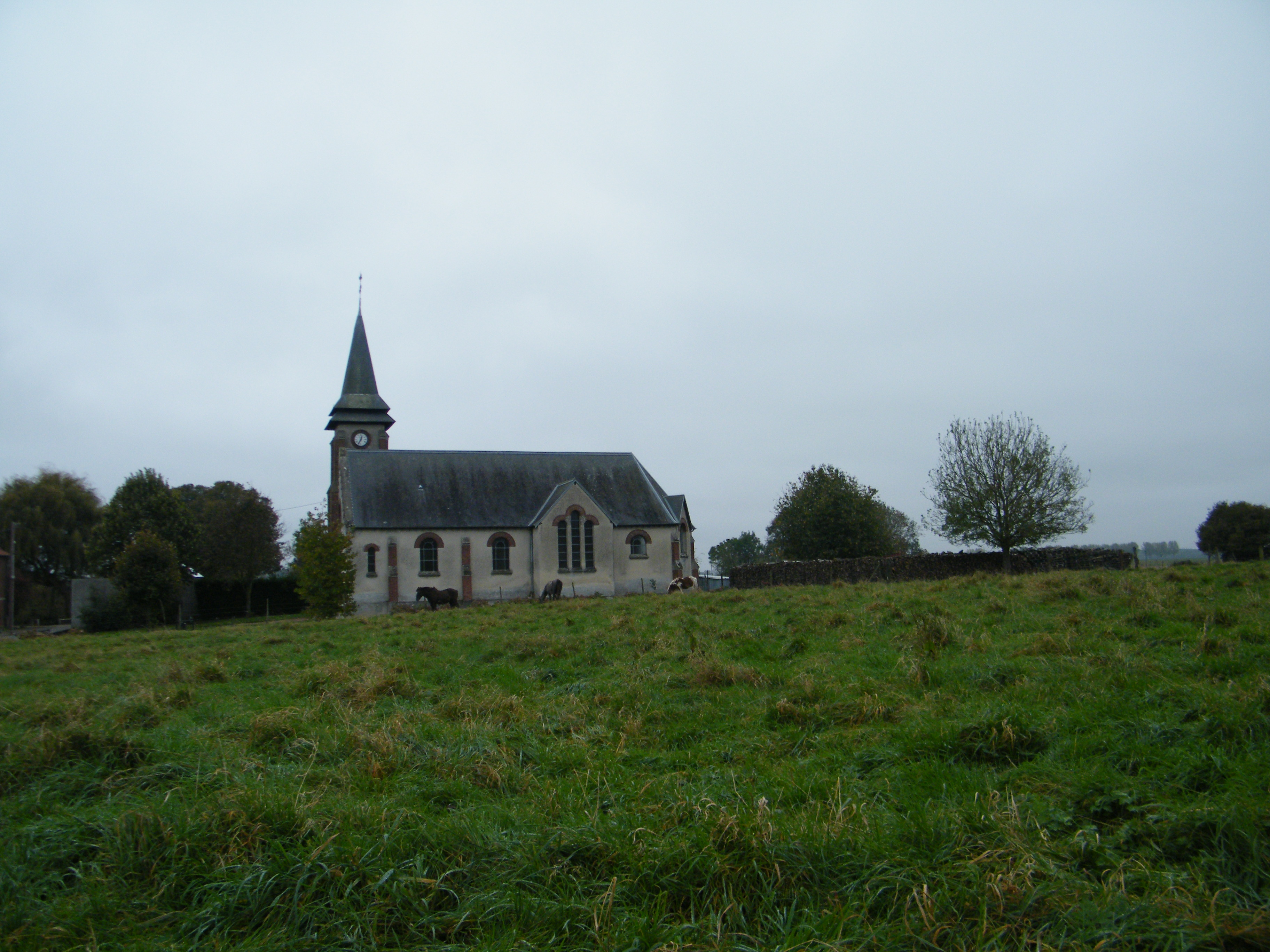
L'église Saint-Vaast.
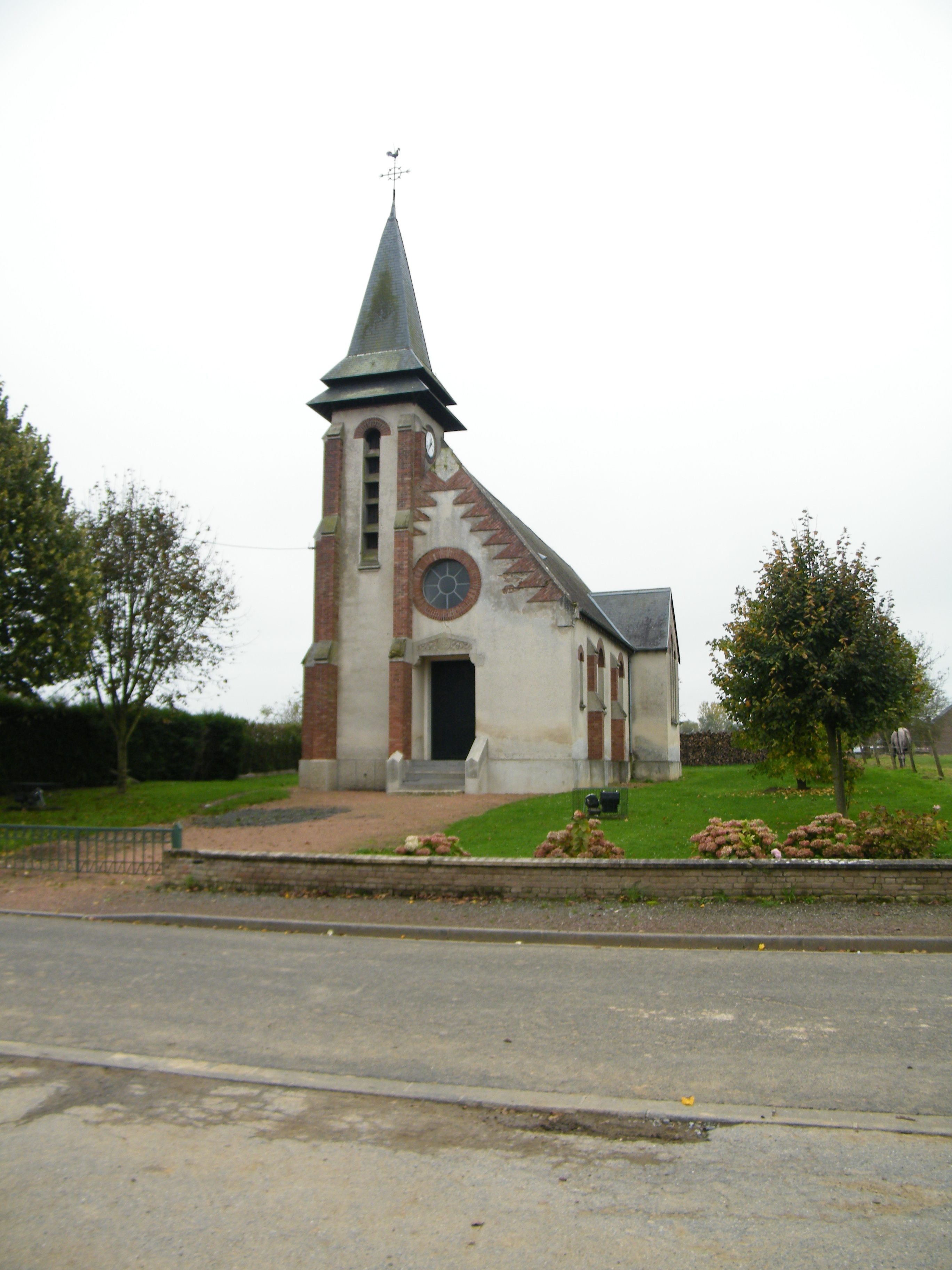
Façade principale de l'église.
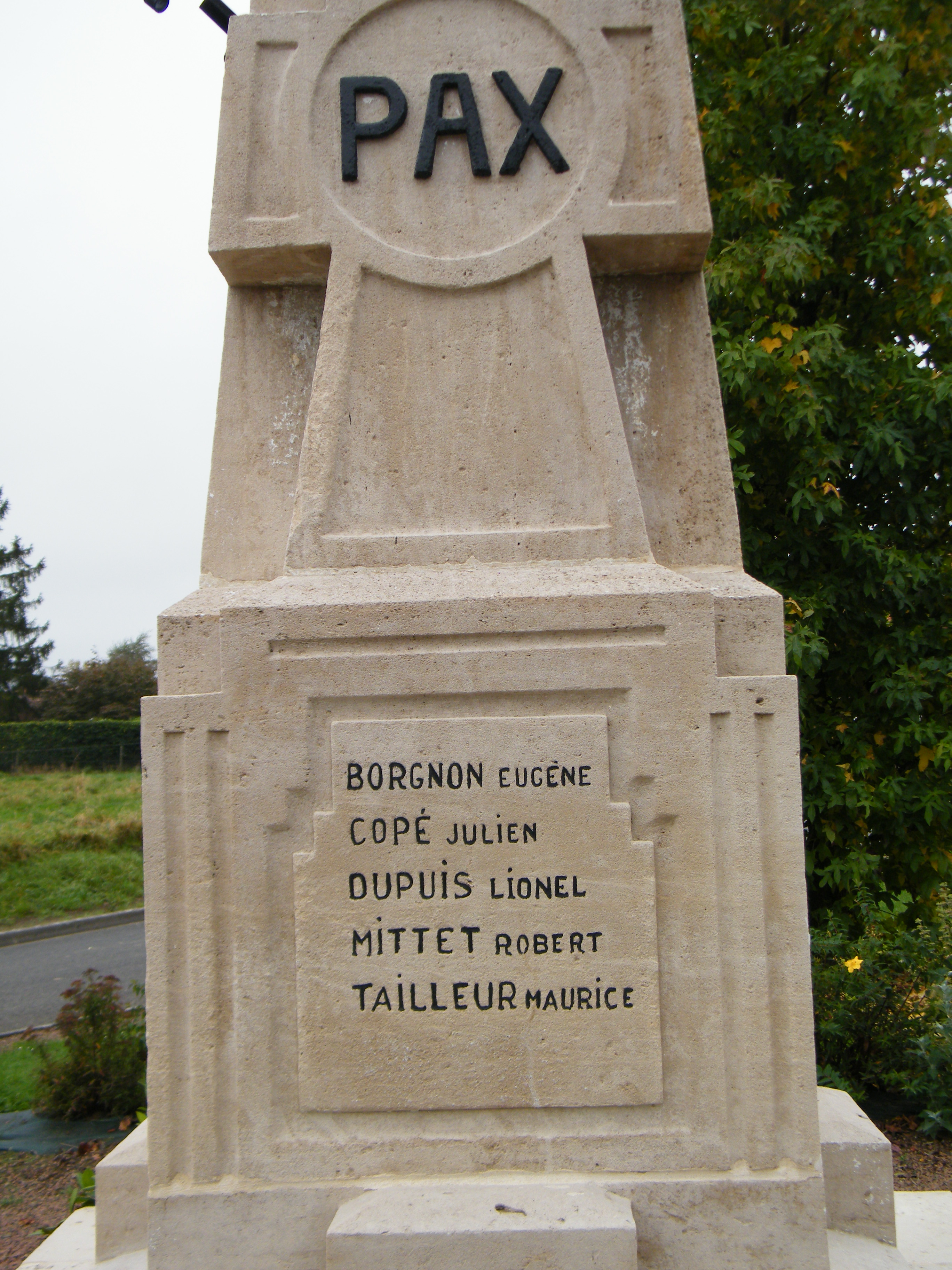
Le monument aux morts.
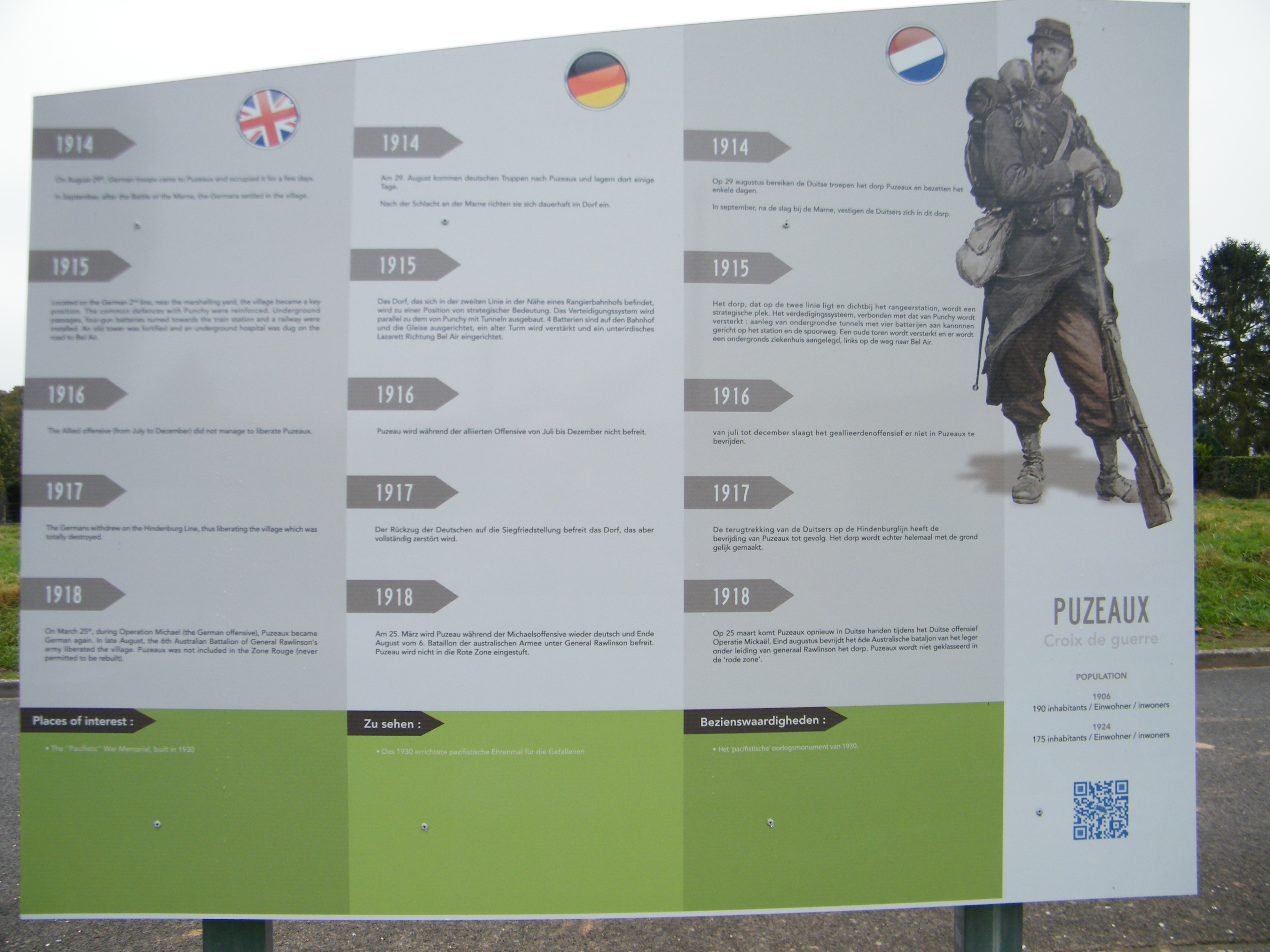
Panneau d'informations multilingue.
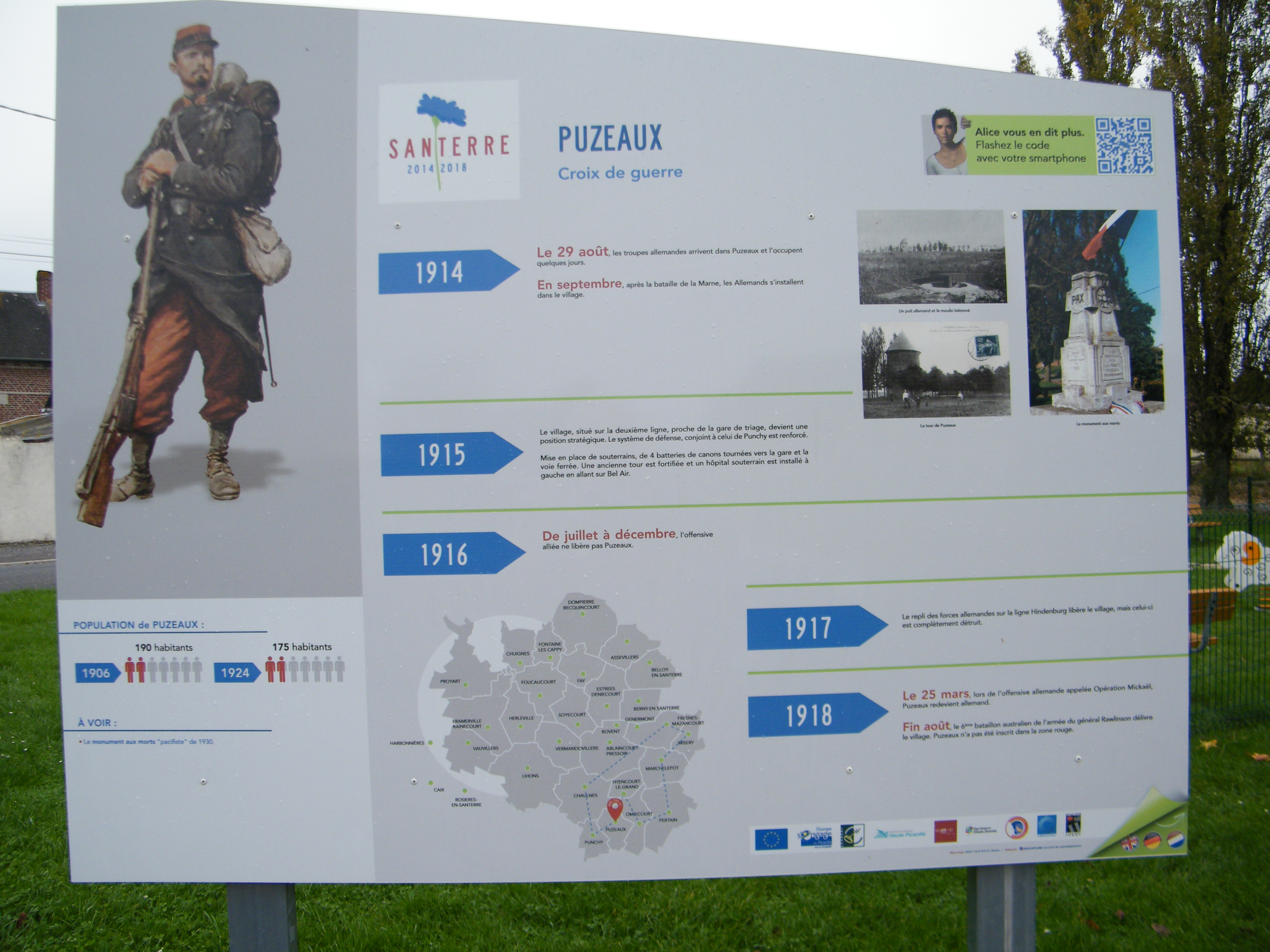
Panneau d'histoire locale.

### Personnalités liées à la commune
- Vast-Côme-Rémy Gensse, né le 7 juillet 1781 à Puzeaux, capitaine adjudant-major de dragons dans les armées napoléoniennes, chevalier de la Légion d'honneur en 1820[36], décédé dans la même commune le 17 juin 1840, âgé de 59 ans. ("Samariens-sous-l'Empire").
- Guillaume-Honoré Gasselin, né le 6 mai 1779 à Puzeaux, avoué à Paris en 1800, employé aux douanes françaises à Vienne, en Autriche, en 1809, puis à Trieste, est nommé en Croatie Inspecteur des Douanes dans les Provinces illyriennes, en mai 1814, suivra l'Empereur Napoléon ier sur l'Île d'Elbe, en revint en 1815 pour être nommé commissaire des guerres à l'Armée de la Loire; embarque en 1816 pour les Antilles, y décède le 10 janvier 1818, aux Cayes, en Haïti.